# Artislovka
Artislovka (ryska: Артисловка) är ett vattendrag i Belarus.   Det ligger i voblasten Mahiljoŭs voblast, i den nordöstra delen av landet, 180 kilometer öster om huvudstaden Minsk.
Omgivningarna runt Artislovka är en mosaik av jordbruksmark och naturlig växtlighet. Runt Artislovka är det ganska tätbefolkat, med 192 invånare per kvadratkilometer.